# 博里什基夫齊 (喬爾特基夫區)
48°33′5″N 26°21′30″E / 48.55139°N 26.35833°E
博里什基夫齊（烏克蘭語：Боришківці），是烏克蘭的村落，位於該國西部捷爾諾波爾州，由喬爾特基夫區負責管轄，面積2.35平方公里，海拔高度144米，2014年人口572，人口密度每平方公里266.1人。